# Hylocereus lemairei
Hylocereus lemairei là một loài thực vật có hoa trong họ Cactaceae. Loài này được (Hook.) Britton & Rose mô tả khoa học đầu tiên năm 1909.